# Ranunculus coacervatus
Ranunculus coacervatus är en ranunkelväxtart som beskrevs av Merrill och Perry. Ranunculus coacervatus ingår i släktet ranunkler, och familjen ranunkelväxter. Inga underarter finns listade i Catalogue of Life.